# Миколаївська обласна організація НСПУ
Творча спілка Миколаївська обласна організація Національної спілки письменників України

## Історія
Добровільна творча спілка поетів, прозаїків, драматургів, критиків і перекладачів Миколаївської області створена як обласна філія Спілки письменників України 11 листопада 1974 року.
Першими її членами були 10 літераторів: Михайло Божаткін, Леонід Воронін, Іван Григурко, Леонід Куліченко, Іван Луценко, Віктор Подольський, Борис Слободянюк, Валерій Юр'єв, Еміль Январьов, Борис Янчук.
До того часу миколаївські письменники (Олександр Сизоненко, Іван Луценко, Борис Слободянюк) перебували на обліку в Херсонській обласній організації СПУ, створеної в лютому 1959 р.
З краєм пов'язана життєва доля таких письменників, як Леонід Вишеславський, Іван Царинний, Микола Вінграновський, Олександр Зима, Василь Козаченко, Кирило Курашкевич, Віктор Тимчук, Анатолій Ластовецький та ін.
За радянську добу організація шефствувала над Миколаївським суднобудівним заводом ім. 61 комунара та колгоспом ім. Кірова Вознесенського району. Творчі зв'язки розвивалися з письменниками Ставрополля, Південної та Північної Осетії.
Організація до свого 30-річчя видала поетичну антологію «Миколаївський оберіг» (2004). Запроваджено літературні конкурси Шевченківської поезії «Заповіт», читців поезії імені Д. Креміня «Миколаївський оберіг», патріотичної поезії імені В. Бойченка. Втілено проєкти «Письменники Миколаївщини — дітям!», «Вуличні читання», «Миколаївська книга» (2019). Вручається обласна літературна премія імені М. Аркаса.
Організацію перереєстровано 1997 року. Станом на початок 2023 року на обліку перебувало 22 письменники.
Деякі з них останніми роками відзначені державними нагородами України: Дмитро Кремінь — Національною премією України ім. Тараса Шевченка і званням «Заслужений діяч мистецтв України»; Віра Марущак нагороджена орденом княгині Ольги III ступеня; звання заслуженого працівника культури України отримав В'ячеслав Качурін; звання заслуженого журналіста України — Володимир Пучков, «Почесною відзнакою НСПУ» відзначена Людмила Чижова.

## Склад
| Повноваження голови | Повноваження голови           | Повноваження голови | Повноваження голови |
| №                   | ПІБ                           | Набуття             | Скасування          |
| ------------------- | ----------------------------- | ------------------- | ------------------- |
| 1                   | Куліченко Леонід Васильович   | 1974                | 1978                |
| 2                   | Божаткін Михайло Іванович     | 1978                | 1986                |
| 3                   | Бойченко Валерій Петрович     | 1986                | 1992                |
| 4                   | Миронов Юрій Олександрович    | 1992                | 2000                |
| 5                   | Качурін В'ячеслав Тимофійович | 2000                | 2010                |
| 6                   | Кремінь Дмитро Дмитрович      | 2010                | 2018                |
| 7                   | Марущак Віра Іванівна         | з січня 2018        |                     |

| Склад | Склад                                        | Склад      | Склад        |
| №     | ПІБ                                          | Вступ      | Вибуття      |
| ----- | -------------------------------------------- | ---------- | ------------ |
| 1     | Агафонова Надія Олександрівна                | 03.12.2015 | 29.03.2022   |
| 2     | Барбарош Наталія                             | 26.10.2023 | по-батькові? |
| 3     | Березіна Дарина Юріївна                      | 29.05.2006 |              |
| 4     | Білецька Наталія Олександрівна               | 02.09.2003 |              |
| 5     | Божаткін Михайло Іванович                    | 04.05.1962 | 22.02.2010   |
| 6     | Бойченко Валерій Петрович                    | 11.11.1976 | 25.03.2011   |
| 7     | Бондаренко Лілія Петрівна                    | 18.10.2018 |              |
| 8     | Вербець Альберт Васильович                   | 14.12.1988 | 14.12.2015   |
| 9     | Воронін Леонід Якимович                      | 1973       | 24.05.1990   |
| 10    | Голубкова Катерина Олександрівна             | 22.01.1979 |              |
| 11    | Гордєй Олег Анатолійович (Олег Дорош)        | 05.10.2014 |              |
| 12    | Григурко Іван Сергійович                     | 1973       | 21.08.1982   |
| 13    | Євзікова Оксана Андріївна (Ксана Коваленко)  | 03.12.2015 |              |
| 14    | Запорожченко Галина Михайлівна               | 31.10.2019 |              |
| 15    | Зима Олександр Вікторович                    | 1986       | 03.05.1986   |
| 16    | Іщенко Світлана Вікторівна                   | 23.04.1998 |              |
| 17    | Качурін В'ячеслав Тимофійович                | 11.04.1975 |              |
| 18    | Король (Бабич) Ганна Іванівна                | 08.04.2016 |              |
| 19    | Кремінь Дмитро Дмитрович                     | 22.01.1979 | 25.05.2019   |
| 20    | Кучеренко Олександр Васильович (Сашко Обрій) | 03.12.2015 | Київська МО  |
| 21    | Лагошняк Олександр Ярославович               | 21.12.2023 |              |
| 22    | Луценко Іван Антонович                       | 1950       | 27.05.2006   |
| 23    | Маляров Анатолій Андрійович                  | 15.04.1983 |              |
| 24    | Марущак Віра Іванівна                        | 29.05.2006 |              |
| 25    | Матвєєва Лариса Віталіївна                   | 12.11.1998 |              |
| 26    | Подольський Віктор Аврамович                 | 1974       | помер 1994   |
| 27    | Поманська Олена Анатоліївна                  | 2003       | 27.01.2014   |
| 28    | Пучков Володимир Юрійович                    | 15.04.1987 | 27.07.2019   |
| 29    | Рогожа Віталій Дмитрович                     | 03.12.2015 |              |
| 30    | Свірська Тетяна Дмитрівна                    | 06.03.2018 |              |
| 31    | Сквірська Ольга Євгенівна                    | 2015?      | ?            |
| 32    | Суров Аркадій Геннадійович                   | 29.04.2014 |              |
| 33    | Харланович Анатолій Васильович               | 21.03.1995 | 08.02.2008   |
| 34    | Царинний Іван Михайлович                     | 1979       | 23.03.2000   |
| 35    | Червякова Ольга Ярославівна (Ольга Славна)   | 27.10.2016 |              |
| 36    | Чижова Людмила Яківна                        | 29.05.1997 |              |
| 37    | Чорноброва Вікторія Григорівна               | 06.06.2000 |              |
| 38    | Щетініна Людмила Миколаївна (Альона Руська)  | 03.12.2015 |              |
| 39    | Юр'єв Валер'ян Олексійович                   | 1966       | 06.11.1980   |